# Er più - Storia d'amore e di coltello (album)
Er più - Storia d'amore e di coltello è il decimo album di Adriano Celentano pubblicato nel 1971.

## Storia
L'uscita di questo LP era prevista prima de Il forestiero: infatti per l'autunno del 1970 era programmata la pubblicazione di un album legato a un film omonimogirato da Sergio Corbucci in ui recita Celentano; poiché l'uscita del film venne rimandata, si decise di spostare anche quella del disco a dopo la partecipazione al Festival di Sanremo con la canzone Sotto le lenzuola.
Il brano non bissa il successo dell'anno precedente, ed anche le vendite non sono esaltanti, e per questo motivo Celentano, giudicando inattendibili i dati della Doxa, si appella al tribunale di Roma chiedendo di depennare la canzone dalle classifiche della Hit parade di Lelio Luttazzi; ma un'ordinanza del pretore Ugo Vitrone del 12 giugno 1971 (riportata in sintesi dal Corriere della Sera) respinge la richiesta.
L'album racchiude nel lato A la colonna sonora del film, costituita da brani strumentali scritti dal maestro Carlo Rustichelli e da Gino Santercole, mentre le canzoni sono sul lato B, comprese due versioni cantate di brani della colonna sonora e una terza breve canzone, Non lo dico perché non lo so, sempre dal film.
Una storia come questa viene pubblicata anche su 45 giri, ottenendo il successo durante l'estate del 1971 e piazzandosi al cinquantesimo posto nella graduatoria di fine anno.
Gli arrangiamenti e la direzione d'orchestra sono curati da Nando De Luca e Natale Massara, tranne che per le tracce della colonna sonora, curate dal maestro Rustichelli.

## Copertina
In copertina vi è una fotografia tratta dal film con il cantante e la moglie Claudia Mori.

## Tracce
1. Tema di Er Più (musica di Carlo Rustichelli) 3'18"
2. Una storia d'amore e di coltello (strumentale) (musica di Gino Santercole) 3'25"
3. Il valzer della taverna (musica di Carlo Rustichelli) 2'56"
4. Er Più (strumentale) (musica di Carlo Rustichelli) 3'12"
5. Tema di una storia d'amore e di coltello (musica di Gino Santercole) 5'25"
6. Sotto le lenzuola (testo di Luciano Beretta e Miki Del Prete; musica di Adriano Celentano) 4'18"
7. Una storia come questa (testo di Miki Del Prete; musica di Goffredo Canarini) 4'26" - Il titolo originale di "Una storia come questa", sarebbe il seguente: ““SENTI AMICO NON SIA MAI TI CAPITASSE DI PERDERE LA TESTA PER UNA DONNA CHE NON TI AMA, ALLONTANATI SUBITO DA LEI E CANCELLALA PER SEMPRE DAI TUOI PENSIERI; ALTRIMENTI POTREBBE SUCCEDERTI UNA STORIA COME QUESTA.”. Questo titolo, è stato scritto integralmente a caratteri piccoli in alto sulla facciata A del disco a 45 giri.
8. Non lo dico perché non lo so (testo e musica di Fiorenzo Fiorentini) 1'17"
9. Er Più (testo di Luciano Beretta e Miki Del Prete; musica di Carlo Rustichelli) 3'04"
10. Una storia d'amore e di coltello (testo di Sergio Corbucci; musica di Gino Santercole) 4'18"